# 鳥取市立浜村小学校
鳥取市立浜村小学校（とっとりしりつ はまむらしょうがっこう）は、鳥取県鳥取市気高町八幡にある公立小学校。

## 沿革
- 1873年（明治6年）1月 - 勝見小学校創立。
- 1908年（明治41年）10月 - 正條尋常小学校と改称、12月新校舎新築移転。
- 1913年（大正2年）4月 - 高等科を併設し、正條尋常高等小学校と改称。
- 1940年（昭和15年）1月 - 現在地付近に新築移転。
- 1941年（昭和16年）4月1日 - 国民学校令により正條国民学校と改称。
- 1947年（昭和22年）4月1日 - 学制改革により正條村立正條小学校と改称。
- 1948年（昭和23年）4月1日 - 町制施行により浜村町立浜村小学校と改称。
- 1955年（昭和30年）7月1日 - 町村合併により気高町立浜村小学校と改称。
- 1962年（昭和37年）3月 - 校歌制定。
- 1971年（昭和46年）7月17日 - プール完成。
- 2004年（平成16年）11月1日 - 気高郡気高町が鳥取市に編入され、鳥取市立浜村小学校と改称。

## 通学区域
- 鳥取市気高町
  - 勝見、北浜一丁目～三丁目、下原、新町一丁目～三丁目、浜村、八束水、八幡

## 進学先中学校
- 鳥取市立気高中学校

## 交通アクセス
- JR山陰本線 浜村駅より800m
- 日ノ丸バス 鹿野線（路線番号：41・41H・41Z）「新町1丁目」より約200m

## 校区内の主な施設
- 浜村温泉
- 市役所気高町総合支所
- 浜村警察署
- 鳥取市立気高図書館
- 勝山城跡公園
- ヤサホーパーク